# Guiemon
Guiemon fou el tercer abat de Sant Quirze de Colera al voltant de l'any 844.
Es tracta d'un personatge del qual encara no s'ha verificat si realment és històric o és llegendari. Apareix documentat en un sol registre, en un document que recull el judici, que ell mateix va promoure sobre els béns del monestir de Sant Quirze que es va fer el 24 de maig del 844 i que fou presidit pel bisbe de Girona Gotmar I i que anava contra el comte Alaric I d'Empúries. Aquest document només es coneixia a través d'una còpia del segle xiii de l'arxiu del monestir i que també és perduda i només la podem conèixer a través de còpies posteriors.
En aquest document Guiemon és documentat com a fill de Asinari, el segon abat del monestir, i nebot de Libuci, el primer. Ambdós germans foren qui van fundar el monestir després d'haver conquerit el territori de Peralada als cabdills musulmans Galafre i Buixan, com a homes de l'exèrcit de Carlemany.